# Altinger TA-15S Lenticular
Альтингер TA-15S Лентикуляр (исп. Altinger TA-15S Lenticular) — аргентинский одноместный планёр. Был разработан конструктором Тео Альтингером. Производился фирмами Aerofibra S.R.L. и Aerosaladillo S.A.. Всего было построено свыше 12 планёров.

## История
Планёр был спроектирован на базе предыдущей разработки Альтингера — Altinger TA-4 Lenticular. Первый полёт был совершён в 1972 году. Постройка планёров производилась с финансовой помощью Аргентинской лётной ассоциации. Построенные летательные аппараты были распределены между аэроклубами страны. Имя планёр получил по названию лентикулярных облаков.

## Конструкция
Представлял собой свободнонесущий среднеплан с Т-образным хвостом. Крылья были из стекловолокна. Кабина имела большую площадь остекления, что обеспечивало пилотам хороший обзор. Шасси выдвигающееся.

## Тактико-технические характеристики
Источник данных: Jane's All the World's Aircraft 1973-74

Технические характеристики
- Экипаж: 1
- Длина: 6,5 м
- Размах крыла: 15,00 м
- Высота: 1,40 м
- Площадь крыла: 12,00 м²
- Масса пустого: 200 кг
- Максимальная взлётная масса: 310 кг

Лётные характеристики
- Максимальная скорость: 235 км/ч